# Tezpur
Tezpur (Assamesisch: তেজপুৰ, Tejapur) ist ein Ort im Bundesstaat Assam im Osten Indiens. Tezpur gehört zum Distrikt Sonitpur und ist dessen Verwaltungssitz. Der Ort hatte beim Zensus 2011 75.000 Einwohner. Die Geschichte des Ortes geht auf das 8. Jahrhundert zurück.
Seit 1987 führt die 3015 m lange Brücke Kolia Bhomora Setu über den Fluss Brahmaputra und führt im Süden zum Distrikt Nagaon. Die Stadt ist die größte am nördlichen Ufer des Brahmaputra. 7 km östlich der Stadt mündet der Kameng in den Brahmaputra.
Tezpur ist Sitz des Bistums Tezpur und seit 1906 des Baan Theatre.

## Söhne und Töchter der Stadt
- Kayadu Lohar (* 2000), Schauspielerin